# 施泰因费尔德 (克恩顿州)
施泰因费尔德是奥地利克恩顿州德劳河畔施皮塔尔县的一个市镇。总面积81.38平方公里，总人口2195人，人口密度27.0人/平方公里（2005年）。